# Filmographie de Heckle et Jeckle
 (juin 2017).
Si vous disposez d'ouvrages ou d'articles de référence ou si vous connaissez des sites web de qualité traitant du thème abordé ici, merci de compléter l'article en donnant les références utiles à sa vérifiabilité et en les liant à la section « Notes et références ».
Ceci est une des différents animés dessins animés mettant en vedette Heckle et Jeckle. Ils étoile dans environ cinquante-deux courts-métrages à ce jour.

## Liste chronologique des courts-métrages de Heckle et Jeckle

### 1946
- The Talking Magpies (4 janvier 1946[1])
- The Uninvited Pests (29 novembre 1946[2])

### 1947
- McDougal's Rest Farm
- Happy Go Lucky
- Cat Trouble
- The Intruders
- Flying South
- Fishing By the Sea
- The Super Salesman
- The Hitch Hikers

### 1948
- Taming the Cat
- A Sleepless Night
- Magpie Madness
- Out Again in Again
- Free Enterprise
- Goony Golfers
- The Power of Thought

### 1949
- The Lion Hunt
- The Stowaways
- Happy Landing
- Hula Hula Land
- Dancing Shoes

### 1950
- The Fox Hunt
- A Merry Chase
- King Tut's Tomb

### 1951
- Bulldozing the Bull
- The Rainmakers
- Steeple Jacks
- 'Sno Fun
- Rival Romeos

### 1952
- Off to the Opera
- House Busters
- Moose on the Loose
- Movie Madness

### 1953
- Hair Cut-Ups
- Pill Peddlers
- Ten Pin Terrors
- Bargain Daze
- Log Rollers

### 1954
- Blind Date
- Satisfied Customers
- Blue Plate Symphony

### 1955
- Miami Maniacs

### 1957
- Pirate's Gold

### 1959
- Wild Life

### 1960
- Trapeze, Pleeze
- Mint Men
- Deep Sea Doodle
- Stunt Men
- Thousand Smile Checkup

### 1961
- Sappy New Year

### 1966
- Messed Up Movie Makers